# Багатівка (Пологівський район)
Бага́тівка (німецька колонія поселенців № 9, «Reichenberg»; Bogaiowka, Богатовка, Богдановка) — село в Україні, у Пологівському районі Запорізької області. Входить до складу Розівської селищної громади. За 60 км на північний захід від Маріуполя. Населення становить 159 осіб.
Село тимчасово окуповане російськими військами 24 лютого 2022 року в ході російсько-української війни.

## Географія
Село Багатівка знаходиться на відстані 3,5 км від сіл Кузнецівка і Новомлинівка. Селом протікає пересихаючий струмок із загатою.

## Історія
Німецька колонія № 9 Рейхенберг була засноване у 1823 році за 30 км на північний захід від Мангушу німецькими переселенцями (28 сімей) із Західної Пруссії (райони Данцига (Marienburg) і Ельблонга (нім. Elbing)). 1680 десятин землі.
За даними 1859 року у Райхенберзі над Водяним байраком було 28 подвір'їв, 417 мешканців.
До 1917 року — Катеринославська губернія, Маріупольський та Олександрівський повіти, Маріупольський колоніальний округ; Олександро-Невська (Грунауська) волость.

### Радянський період
В радянський період — Запорізька та Дніпропетровська області, імені В. В. Куйбишева (Царекостянтинивській) та Люксембурзький німецький райони.

### Незалежна Україна
- До 2018 орган місцевого самоврядування — Кузнецівська сільська рада.
- 12 червня 2020 року, відповідно до розпорядження Кабінету Міністрів України № 713-р «Про визначення адміністративних центрів та затвердження територій територіальних громад Запорізької області», увійшло до складу Розівської селищної громади[3].
- 19 липня 2020 року, в результаті адміністративно-територіальної реформи та ліквідації  Розівського району увійшло до складу Пологівського району[4].

## Суспільно-політичне життя

### Релігія
Протестантська деномінація — Євангелістський релігійний прихід.

## Відомі особистості
Першими переселенцями, що заснували село, були: Abermit, Aust, Bastin, Bersusch, Birth, Bittner, Brodt, Damerau, Dombrowski, Engelke, Enz (Enss), Fischer, Fitz, Goerz, Hase, Herzenberger, Hopp, Jabsen, Jahn, Jansen, Klassen, Klatt, Klein, Kopp, Kuhn, Metzlof, Neumann, Raabe, Schmitt(-dt), Schulz, Strauss, Tabert, Willudt.

## Статистика зростання населення
У 1857 році налічувалося 28 дворів і 7 безземельних сімей.
Жителів (по роках): 417 (1859), 425 (1885), 426 (1897), 373 (1905), 439 (1911), 465 (1918), 124 (1919), 350 (1922).